# Krytonosek turzycowy
Krytonosek turzycowy (Scytalopus iraiensis) – gatunek małego ptaka z rodziny krytonosowatych (Rhinocryptidae). Występuje endemicznie w Brazylii w 20 lokalizacjach. Narażony na wyginięcie.

## Taksonomia
Krytonoska turzycowego zaobserwowano po raz pierwszy w kwietniu 1997 w regionie Kurytyby (wschodnia część stanu Parana, Brazylia). Holotyp pochodził z okolic Quatro Barras w tym samym stanie; była to dorosła samica, odłowiona 5 czerwca 1997 na wysokości około 900 m n.p.m. u prawego wybrzeża Iraí, co znalazło odzwierciedlenie w drugim członie nazwy naukowej iraiensis. Prócz tego zebrano kilka paratypów – trzy dorosłe samce i młodą samicę.
Nie wyróżnia się podgatunków.
Krytonosek turzycowy jest blisko spokrewniony z krytonoskiem śniadym (S. speluncae), od którego niezależnie od wieku i płci odróżnia go 9 cech, z czego 5 odnoszących się do krtani i krtani dolnej (syrinx), w tym jej umięśnienia; z pozostałych wymienić można:
- dłuższy mostek; ponadto jego najbardziej tylna część (metasternum) jest węższa, podobnie jak i cały mostek
- szersze sterówki, środkowa para mierzy średnio 9,1 mm (n=28)
- przednia powierzchnia wyrostka głosowego (processus vocalis) jest równoległa wobec ścianki krtani

oraz częstotliwość wydawanych dźwięków – u krytonoska turzycowego wynosi ona 0,7–3,6 kHz, u śniadego zaś 1,7–4,8 kHz.

## Morfologia
Krytonosek turzycowy mierzy około 12,5 cm długości; u holotypu rozpiętość skrzydeł wynosiła 15,7 cm. Długość dzioba mierzona od bliższego głowie końca nozdrzy jest równa 7,7 mm, zaś od dalszego od ciała końca nozdrzy 5,4 mm. Skrzydła mierzą 45,4 mm długości, ogon 38,9 mm, a skok 18,2 mm. Masa ciała 12,4 g. Formuła skrzydłowa dla gatunku: 5>6=4>7=3>2>1>8>9>10.
Dalszy opis dotyczy holotypu. Kantarek, wierzch głowy, czoło, kark, grzbiet, pokrywy skrzydłowe i sterówki czarne. Gardło szare. Klatka piersiowa i pozostała część spodu ciała ciemnoszare. Okolice oczu, pokrywy uszne oraz boki szyi szare, wpadające w czarniawe. Boki ciała wykazują podobne ubarwienie, jednak są delikatnie brązowo prążkowane. Lotki I rzędu, oraz pierwsze z II rzędu, z wierzchu o barwie sepii; pozostałe lotki II rzędu z wierzchu czarne. Nogi jasnobrązowe. Tęczówka szarobrązowa. Dziób czarny z szarobrązową końcówką.

## Zasięg występowania
Wedle danych BirdLife International z 2009 krytonosek turzycowy występuje w 20 miejscach w Brazylii – w stanach Minas Gerais, Parana i Rio Grande do Sul; w momencie odkrycia znano 3. Wedle BirdLife może być spotykany do 950 m n.p.m.

## Ekologia
Występuje na podmokłych obszarach u wybrzeży rzek, z gęstą roślinnością osiągającą 60–180 cm wysokości. Środowisko tego gatunku zdominowane jest przez ponikło, prócz tego występuje np. przygiełka (ciborowate), drżączka (wiechlinowate). Wśród roślinności wyróżniają się krzewy, jak Baccharis, sadziec (astrowate), kiścień (wrzosowate), Myrsine parvifolia (Myrsinaceae).
U samicy odłowionej 5 czerwca plamy lęgowej nie stwierdzono. Na jednym z osobników stwierdzono kleszcze z rodzaju Amblyomma (Ixodidae) oraz larwy roztoczy z rodziny Tromboliculidae.
Wśród resztek występujących w treści żołądkowej krytonoska turzycowego odnaleziono szczątki karaczanów (Blattodea), pluskwiaków (Hemiptera), przedstawicieli cykadokształtnych (Cicadomorpha), zajadkowatych (Reduviidae), chrząszczy (Coleoptera) – w tym ryjkowcowatych (Curculionidae).

## Status i zagrożenia
Przez IUCN gatunek klasyfikowany jako narażony na wyginięcie (VU, Vulnerable) od 2023 roku. Wcześniej, od 2000 był uznawany jako gatunek zagrożony wyginięciem (EN, Endangered). Liczebność populacji szacuje się na 250–999 dorosłych osobników, a jej trend oceniany jest jako spadkowy. Zagrożeniem dla krytonoska turzycowego jest silna fragmentacja środowiska. Do tego tama na Iraí zalała lokalizacje, z których po raz pierwszy wykazano tego ptaka; w otoczeniu postępuje urbanizacja i budowa dróg. Kolejne zagrożenia to odwadnianie łąk oraz powszechnie stosowane wypalanie traw.